# Teatro Capitol (Perth)
El Teatro Capitol (en inglés Capitol Theatre) fue un teatro y cine diseñado por George Temple-Poole ubicado en 10 William Street  de Perth, la capital del estado de Australia Occidental (Australia).

## Historia
El teatro fue inaugurado oficialmente el 4 de mayo de 1929 por el alcalde de Perth, James T. Franklin. La noche de apertura incluyó una proyección de Freckles de Gene Stratton-Porter y actuaciones de la orquesta del Teatro Capitol, el Beauty Ballet de Leah Miller y un acto de vodevil de Syd Roy's Lyricals. El teatro presentó un letrero luminoso de 12 por 6 m sobre su techo en la fachada de la calle William, trabajo de estarcido art nouveau en el vestíbulo del salón y el área de reunión superior, un busto del difunto Rodolfo Valentino en el vestíbulo y una araña de 4,8 x 3,6 m con unas 300 luces. El busto es actualmente parte de la colección del Museo de Artes Escénicas de WA en el His Majesty's Theatre.
En la década de 1930 era un popular destino de cine.
En las décadas de 1940 y 1950, el teatro se usaba regularmente para funciones formales relacionadas con el estado de Australia Occidental y la ciudad.
Lonnie Donegan, el Rey del Skiffle del Reino Unido abrió su primera gira por Australia el 28 y 29 de octubre de 1960 en este teatro. En el cartel también estaban Miki y Griff, un dúo de música country del Reino Unido.
El empresario y más tarde alcalde, Thomas Wardle compró el teatro en 1966, como teatro y Bob Dylan actuó en él en su primera visita a Perth en ese año. Wardle lo vendió en 1968 y fue demolido poco después para dar paso a un edificio de oficinas. El candelabro del teatro ahora cuelga en el Princess Theatre de Melbourne.
Al igual que el cercano Hotel Esplanade y Barracks Arch, el Teatro Capitol fue demolido antes de que la ciudad o el estado de Australia Occidental tuvieran una legislación patrimonial efectiva.